# Marcial Gómez Balsera
Marcial Gómez Balsera (Monterrubio de la Serena, Badajoz, 30 de juny de 1972) és un polític espanyol. Actualment és diputat de  Ciutadans al Congrés dels Diputats des de la XI legislatura d'Espanya.
Gómez és llicenciat en Dret per la  Universitat de Còrdova i perit cal·lígraf per la Universitat Autònoma de Barcelona.
Ha desenvolupat la seva carrera professional com a  procurador dels tribunals en  Còrdova, pertanyent a la Junta de Govern de l'Il·lustre Col·legi de Procuradors de Còrdova durant vuit anys.
Gómez es va afiliar a  Ciutadans a gener de 2014, després d'haver signat el manifest de la plataforma civil Moviment Ciutadà. És un dels impulsors del partit a la  província de Còrdova i un dels fundadors de l'agrupació de  Còrdova, de la qual va arribar a ser secretari -tresorer.
En juliol de 2015, Gómez es va presentar a les primàries per encapçalar la llista de la formació taronja al Congrés dels Diputats per Còrdova. Després de reunir els avals necessaris va ser proclamat candidat i, després de les  eleccions del 20 de desembre de 2015, va ser triat diputat.